# Blind Melon
I Blind Melon sono una band alternative rock statunitense, formatasi nel 1989, a Los Angeles, dall'incontro di due musicisti provenienti dal Mississippi, il chitarrista Roger Stevens ed il bassista Brad Smith. Si aggiunse presto, alla voce, il carismatico Shannon Hoon.

## Storia del gruppo

### Gli esordi
Dopo le prime difficoltà, nel 1992 la band pubblica con la Capitol Records il primo lavoro dal titolo omonimo. Il sound proposto è un meltin' pot di sonorità folk, blues, funky, con una particolare attenzione e gusto per le melodie, l'improvvisazione e l'interplay.
L'album Blind Melon riscuote subito un grande successo in tutto il mondo, trascinato dal singolo e dal videoclip No Rain, un brano costruito su un tema orecchiabile che dona atmosfere folk ad una tipica ballad blues rock.
Nel 1995 la band pubblica Soup. Questo disco, rispetto al precedente,  è caratterizzato da una maggiore attenzione per il processo compositivo a scapito di quello improvvisativo. "Soup" colpisce per la sua compattezza e varietà (una zuppa, appunto), le soluzioni geniali (vedi brani come "S. Andrew's fall", "Vernie" e altri), l'intensità emozionale ("New Life", nella quale Shannon parla della sua paternità). Poco tempo dopo Shannon Hoon viene ritrovato morto per overdose.  Il decesso di Shannon decreta, tragicamente, la fine della band.
Nel 1996 la Capitol Records pubblica Nico, compilation postuma con brani inediti registrati nel periodo trascorso in tour tra il 1991 ed il 1995.

### La reunion
Nel 2002, la Capitol Records pubblica un altro CD, Classic Masters: Blind Melon, contenente dodici vecchie canzoni della band. Grazie ad un successo ben superiore alle aspettative, ed al gran numero di vendite, esce, tre anni dopo, The Best of Blind Melon in 2005, un DVD registrato in occasione del concerto tenuto dalla band nel settembre di dieci anni prima, a Chicago.
L'anno seguente, in aprile, esce Live At The Palace CD, disco che verrà ridistribuito nell'autunno dello stesso anno, in una nuova confezione.
Il 15 settembre del 2006 i Blind Melon ufficializzano la loro reunion, e presentano Travis Warren, nuovo cantante della band, proveniente dai Rain Fur Rent. Il 9 novembre vengono pubblicate tre canzoni inedite, intitolate Make a Difference, For My Friends e Harmful Belly.
Dopo dodici anni, il 7 ottobre 2007, I Blind Melon tornano ad esibirsi nuovamente in pubblico a Providence, Rhode Island.
Il 22 gennaio 2008, Billboard annuncia il titolo del nuovo album dei Blind Melon, For My Friends, la cui uscita è prevista per il 22 aprile. Il primo singolo che verrà estratto dal disco sarà Wishing Well, ed un tour per promuoverlo partirà il 28 febbraio. L'articolo ha confermato, inoltre, che è in vendita un libro, dedicato all'era Hoon, intitolato A Devil on One Shoulder and an Angel on the Other: The Story of Shannon Hoon and Blind Melon.

## Formazione

### Formazione attuale
- Travis T Warren - voce e chitarra acustica
- Christopher Thorn - chitarra, steel guitar, mandolino ed armonica a bocca
- Rogers Stevens - chitarra e pianoforte
- Brad Smith - basso, flauto e voce di background
- Glen Graham - batteria e percussioni

### Ex componenti
- Shannon Hoon - voce, armonica a bocca e chitarra acustica (leader della band dal 1991 al 1995, anno della sua morte)

## Discografia

### Album in studio
- 1992 - Blind Melon
- 1995 - Soup
- 2008 - For My Friends

### Album dal vivo
- 2006 - Live at the Palace

### Compilation
- 1996 - Nico

### Raccolte
- 2002 - Classic Masters: Blind Melon
- 2005 - The Best of Blind Melon

## Singoli
- 1992 - Tones of Home
- 1992 - No Rain
- 1992 - I Wonder
- 1994 - Change
- 1995 - Galaxie
- 1995 - Toes Across The Floor
- 1996 - Three is A Magic Number
- 1996 - Soul One
- 1996 - The Pusher
- 2008 - Wishing Well
- 2008 - Tumblin' Down
- 2019 - Too Many To Count
- 2019 - Way Down And Far Below
- 2020 - In The Very Best Way
- 2020 - Fence
- 2021 - Strikes Back

## Videografia

### DVD
- 2005 - Live at the Metro